# Cedric Hardwicke
Cedric Hardwicke, född 19 februari 1893 i Lye, Worcestershire, död 6 augusti 1964 i New York, var en brittisk skådespelare.
Han erhöll sin skådespelarutbildning vid RADA (Royal Academy of Dramatic Art) och gjorde scendebut i London 1912. Efter tjänstgöring i första världskriget återvände han till scenen och fick snabbt rykte om sig som en strålande aktör. Han adlades 1934. Han begav sig sedan till Hollywood, där han ofta fick roller som myndighetspersoner eller som naziofficerare.
Efter andra världskriget "pendlade" han mellan USA och England, och framträdde såväl på scen som i filmer.
Hardwicke har tilldelats två stjärnor på Hollywood Walk of Fame för film och TV-insatser. De finns vid adresserna 6201 Hollywood Blvd. och 6660 Hollywood Blvd.

## Filmografi i urval
- 1934 – Hertiginnan av gatan
- 1935 – Fåfängans marknad
- 1935 – Polisprefekten
- 1937 – Ökenskattens hemlighet
- 1939 – Mannen från andra sidan
- 1939 – Stanley och Livingstone
- 1939 – Ringaren i Notre Dame
- 1940 – Den osynlige mannens återkomst
- 1940 – Hård skola
- 1941 – Illdåd planeras?
- 1943 – Månen har gått ned
- 1943 – Till nu och för evigt
- 1944 – Hämnaren
- 1944 – Spökskeppet
- 1944 – Himmelrikets nycklar
- 1946 – Kvinnan utan alibi
- 1946 – Kärlekens serenad
- 1947 – En skugga faller
- 1947 – Lockfågeln
- 1947 – Nicholas Nickleby
- 1948 – En yankee vid kung Arthurs hov
- 1948 – En kvinnas hämnd
- 1948 – Lyckliga stunder
- 1948 – Repet
- 1951 – Rommel - ökenräven
- 1953 – Salome - danserskan
- 1955 – Richard III
- 1956 – Jorden runt på 80 dagar
- 1956 – De tio budorden
- 1963 – Fjärde gången gillt